# Hôtel Raoulx
L' Hôtel Raoulx est un bâtiment à Avignon, dans le département de Vaucluse.

## Histoire
Le 29 avril 1692, Jean-Paul Raoulx, marchand, a acheté deux maisons contigües dans la rue de la Bonneterie. Il a fait construire à leur place par Jean Péru une maison qui a la dimension d'un hôtel particulier. Le prix-fait de la maçonnerie a été donné le 20 août 1696 aux frères Mangarel. Le délai de construction était de 15 mois. Le prix-fait de la charpente a été donné à Pierre Gonin le 29 août suivant. Jean Péru a probablement dirigé lui-même l'exécution du balcon décoré d'une tête de Minerve casquée surplombant la porte d'entrée ainsi que les mascarons des fenêtres du rez-de-chaussée. D'après Alain Breton, le balcon de l'hôtel « dérive étroitement de l'hôtel de Beauvais qu'Antoine Lepautre dressa en 1654 près de la rue Saint-Honoré ».
L'intérieur comprend un escalier avec une rampe de fer forgé rappelant la rampe de la maison de Carichon, rue de Taulignan, dont le prix-fait était de Jean Péru et la ferronnerie de Guillaume Poussin de Saint-Rémy-en-Provence, et Charles Giraud d'Avignon.

## Protection
La façade, la toiture et l'escalier de l'hôtel ont été inscrits au titre des monuments historiques le 4 octobre 1932.